# هشام صباح الفخري
الفريق الأول الركن هشام صباح الفخري ضابط عراقي و قائد عسكري شارك في العديد من المعارك ولد في مدينة الموصل عام 1940،
أكمل دراسته الإعدادية في الموصل عام 19 و تخرج منها.0.

## دراسته
التحق بالكلية العسكرية وتخرج فيها عام 1963.
تخرج في كلية الأركان عام 1974.
درس القانون وحصل على شهادة البكالوريوس من كلية القانون والسياسة من جامعة بغداد

## خدماته العسكرية
تدرج في المناصب العسكرية من آمر فصيل مشاة ورعيل دبابات إلى مناصب متعددة كان من أهمها
·
- آمر اللواء المدرع العاشر.
- · قائد الفرقة المدرعة العاشرة (الفرقة الذهبية كما أطلق عليها).
- · قائد الفيلق الرابع المشرف على قاطع ميسان (قيادة قوات حطين).
- في أواخر العام 1983 تم نقل خدماته إلى جهاز المخابرات فأصبح رئيساً لجهاز المخابرات بطلب من الرئيس صدام حسين ولفترة محدودة. وتقريباً بعد شهرين ونصف من عمله في جهاز المخابرات أمر الرئيس الراحل باختياره وزيراً للشباب وكان رد الفريق على ذلك العرض بالقول: (إنني ولدت عسكرياً ومقاتلاً، ولا يتلاءم مع شخصيتي أية مهنة أخرى) حباً منه بالبقاء والعيش في جبهات القتال والدفاع عن الوطن.[2][3]
- بناء على طلبه تم تعيينه معاوناً لرئيس أركان الجيش للعمليات وقام من خلال موقعه بالإشراف المباشر على جميع قواطع الجبهة مع الجيش الإيراني وأصبح بذلك القائد الفعلي للجيش.

في أواخر عام 1987 خاض آخر معاركه والتي أطلق عليها العراق اسم معركة الحصاد الأكبر والتي كانت من معارك الحرب العراقية الإيرانية والتي أسفرت عن صدّ الهجوم الأيراني في القاطع الجنوبي لمسرح العمليات وتكبيد الجانب الأيراني خسائر كبيرة في الأرواح والمعدات.
عاد إلى موقعه القتالي من جديد بعام 1991 في أحداث الانتفاضة الشعبية ضد نظام صدام حسين، فعين قائداً لرتل العمارة وكان مسؤوله المباشر في ذلك الوقت نائب رئيس مجلس قيادة الثورة آنذاك عزة الدوري، وبعد الانتهاء من أداء واجبه في السيطرة محافظة ميسان وقصباتها من الثائرين ضد نظام حزب البعث تم تعيينه مستشاراً عسكرياُ في رئاسة الجمهورية.
في عام 1993 أصبح القائد العام لقيادة قوات الشمال حيث كانت هناك بعض التحركات تجاه محافظة التأميم وبعد هدوء واستتباب الأمر في قاطع الشمال تم تحويل خدماته إلى وزارة الداخلية وتسلم عدة مسؤوليات وهي:
· محافظاً لمحافظة التأميم.
· الوكيل الأقدم لوزارة الداخلية.
· محافظاً لمحافظة بغداد.

## سنواته الأخيرة ومرضه ووفاته
في وجوده بمنصبه الأخير تعرض لجلطة قلبية حادة في بداية العام 1999 وعلى أثرها بدأت مرحلة جديدة من نضاله في الحياة وخاض صراع مرير مع المرض لا يقل شدة عن صراعه في ساحات القتال وبالرغم من حالته الصحية فقد استمر في إلقاء المحاضرات والندوات على كوادر حزب البعث المتقدم وقيادات الجيش العراقي قبيل الغزو الأمريكي للعراق وكان يلقي فيها الضوء على الهدف من استهداف العراق من قبل الولايات المتحدة الأميركية
كان بمنصب مستشار رئيس الجمهورية الخاص في فترة الغزو الأمريكي ولكن مرضه منعه من أداء واجبه العسكري في قتال قوات الغزو الأميركي ولكنه ساهم بالمشورة والنصح في العمليات الدفاعية العراقية.
توفي الفريق الركن هشام الفخري في عام 2008م في شهر رمضان المبارك